# Jean-Philippe Vulliet
Pour les articles homonymes, voir Vulliet.
 Jean-Philippe Vulliet, né en 1959, est un skieur alpin et un entraineur de ski alpin  français.

## Biographie
Il est originaire du Grand-Bornand.
En 1978, il est sacré Champion de France du combiné. Parmi ses résultats en coupe du monde, on peut citer la 18e place qu'il obtient sur la Streif à Kitzbühel en janvier 1982. En 1982, il participe aux championnats du monde à Schladming. Il s'y classe 25e de la descente et 23e du combiné.En 1983, il est sacré Champion de France de descente au Grand Bornand.
Après sa carrière, il devient entraineur puis directeur de l'équipe de France féminine de ski alpin de 1990 à 2002 puis de 2006 à 2013 après avoir été responsable du groupe vitesse de l'équipe féminine de Suisse de 2002 à 2006.
En 2013, il passe le témoin à Benjamin Melquiond et il devient directeur des courses féminines à la Fédération internationale de ski jusqu'en 2021,.

## Palmarès

### Championnats du monde
| Épreuve / Édition        | Descente | Combiné |
| Mondiaux 1982 Schladming | 25e      | 23e     |

### Coupe du monde
- Quelques résultats[6] :
  - 18e sur la descente de Kitzbühel en janvier 1982
  - 22e sur la descente de Saint-Moritz en décembre 1980

### Championnats de France

#### Élite
| Édition / Epreuve               | Descente | Combiné |
| ------------------------------- | -------- | ------- |
| Championnats 1978 -             | -        | Or      |
| Championnats 1983 Grand Bornand | Or       | -       |